# Ceraspis globicollis
Ceraspis globicollis är en skalbaggsart som beskrevs av Frey 1962. Ceraspis globicollis ingår i släktet Ceraspis och familjen Melolonthidae. Inga underarter finns listade i Catalogue of Life.